# Огледала (филм из 2008)
Огледала (енгл. Mirrors) су натприродни хорор филм из 2008. године, редитеља и сценаристе Александра Аже, са Кифером Садерландом, Паулом Патон, Камероном Бојсом и Ејми Смарт у главним улогама. Представља римејк јужнокорејског филма  У огледалу, који је режирао Ким Сунг-хо.
Филм је рађен у копродукцији Сједињених Америчких Држава, Румуније и Немачке. Сниман је на јесен 2006. у Букурешту, а премијерно је приказан 15. августа 2008, у дистрибуцији продукцијске куће Твентит сенчури фокс. Са зарадом од преко 78 милиона долара и двоструко мањим буџетом, филм је остварио солидан комерцијални успех. Добио је негативне оцене критичара и нешто позитивније оцене публике. На сајту Ротен томејтоуз оцењен је са 14%.
Већ наредне године најављен је наставак, Огледала 2, који је дистрибуиран директно на видео у октобру 2010. године.

## Радња
Бен Карсон, суспендовани полицијски детектив, почиње да ради као ноћни чувар у луксузној робној кући Мејфлауер, која је након великог пожара затворена већ пет година. У згради се и даље налазе бројна огледала из радњи. Испоставља се да је зграда поседнута демонима, који користе огледала како би продрли у свет људи.

## Улоге
| Глумац          | Улога                |
| --------------- | -------------------- |
| Кифер Садерланд | Бен Карсон           |
| Паула Патон     | Ејми Карсон          |
| Ејми Смарт      | Анџела „Енџи” Карсон |
| Камерон Бојс    | Мајкл Карсон         |
| Ерика Глук      | Дејзи Карсон         |
| Мери Бет Пејл   | Ана Есекер           |
| Џон Шрапнел     | Лоренцо Сапели       |
| Џејсон Флеминг  | детектив Лари Берн   |
| Тим Ахерн       | доктор Морис         |
| Џулијан Главер  | Роберт Есекер        |
| Џош Кол         | Гари Луис            |
| Езра Базингтон  | Теренс Бери          |
| Аида Доина      | Роса                 |